# André 3000
André 3000, egentligen André Lauren Benjamin, född 27 maj 1975 i Atlanta, är en amerikansk rappare, musikproducent och skådespelare. 
Benjamin är en av medlemmarna i hiphopgruppen Outkast. Han är också skapare av Cartoon Network-serien Class of 3000. Benjamin har sedan 2003 även verkat som skådespelare i en rad filmer och har bland annat spelat i Scary Movie 4 och Battle in Seattle. Han spelar rollen som Jimi Hendrix i långfilmen All Is By My Side (2013).
Han är en i den växande rörelsen av afroamerikanska hiphop-artister, som har inkluderat en vegetariansk/vegansk livsstil och utsågs 2004 som första afroamerikan till Årets sexigaste vegetariankändis av den internationella organisationen PETA.